# 埼玉県立鳩ヶ谷高等学校
埼玉県立鳩ヶ谷高等学校（さいたまけんりつはとがやこうとうがっこう）は、埼玉県川口市大字里にある県立高等学校。略称は「鳩高（ハトコウ）」。NHK鳩ヶ谷ラジオ放送所跡地に立地している。

## 設置学科
- 普通科
- 園芸デザイン科
- 情報処理科

## 概要
かつて高校の敷地にはNHK鳩ヶ谷放送所が置かれ、ラジオ第二放送を送信していた。施設の老朽化に伴って放送所は廃止され、日本放送協会（NHK）がその跡地を売却した。折しも、埼玉県内全ての市町村に県立高等学校を設置することが決定されたことで旧鳩ヶ谷市の高等学校誘致活動が実り、同跡地に高等学校を設置することになった。
統廃合を伴わない新設高校としては、県内の公立高校で最後の開校となっている。
男女共学で、学科は普通高校という基本を持ち、地域性（川口市の鳩ヶ谷地区や安行地区は園芸が盛んである）にあわせて園芸デザイン科を設定し、また新時代に合わせる形で情報処理科を設置した。「園芸デザイン科」という学科は全国で初めて本校に設置された。また開校当初は普通科に外国語コースも設けられていた。なお当校の開校は、旧鳩ヶ谷市制20年と一致した。
学校敷地の形状は元が放送所であったこともあり、かつてはフラスコのような形状（北側［農場側］が円形、南側［グラウンド側］が長方形）をしていたが、学校周辺地区で行われている土地区画整理事業によって南側（グラウンド側）はほぼ四角い形状となった。

## 沿革
- 1986年（昭和61年）4月1日 - 開校準備室を埼玉県立川口高等学校内に設置。
- 1988年（昭和63年）4月1日 - 鳩ヶ谷市に開校。普通科6クラス、園芸デザイン科1クラス、情報処理科2クラスを開設。
- 1991年（平成3年）3月 - 第1回卒業式が行われ、427名が卒業する。
- 2001年（平成13年）2月3日 - 鳩ヶ谷市による土地区画整理事業に伴い、グラウンド及び学校敷地が整備される。
- 2023年（令和5年）4月1日 ‐ 校内に「埼玉県立川口特別支援学校鳩ケ谷分校」を開校。

## 施設
校内に「プラザ」と呼ばれる白い柱が何本も立っている広場があったが、2023年4月開校の埼玉県立川口特別支援学校鳩ケ谷分校の校舎建設のため、取り壊しとなった。

同様の理由で、洋風庭園の中庭もなくなった。

## 制服
制服は男子は学ランで、女子はブレザーでネクタイ着用となっている。

## 学校行事
遠足、体育祭、球技大会、ロードレース大会、修学旅行などがある。

ロードレース大会は彩湖で行われ、男女とも10km走る。

## 部活動
校内にプール施設がないため、水泳部はなく、野球部も存在しない。ソフトテニス部は女子のみ。

弓道部、写真部が全国大会に出場している。
- 運動部

剣道部、サッカー部、新体操部、卓球部、バスケットボール部（男女）、バドミントン部、バレーボール部（男女）、陸上競技部、硬式テニス部、弓道部、ソフトテニス部（女子）
- 文化部

コンピュータ部、美術部、吹奏楽部、茶道部、写真部、演劇部、書道部、家庭科部、漫画研究同好会、ボランティア同好会、合唱同好会、放送局

## 進路
例年は専門学校進学が最も多く、4割以上が専門学校へ進学する。大学進学が約2割、就職が約2割となっている。
- 平成20年度卒業生の進路は大学42名、短大10名、専門学校70名、就職56名となっている。

## 交通
- 埼玉高速鉄道線鳩ヶ谷駅より徒歩17分。または新井宿駅より徒歩18分。

路線バス 国際興業バス
- - 川18 川口駅東口 - 川口市立高校 - 鳩ヶ谷高校 - 鳩ヶ谷駅西口(西行)・鳩ヶ谷駅(JA)(東行) - 鳩ヶ谷公団住宅
  - 蕨03 蕨駅東口 - イオンモール川口前川 -  鳩ヶ谷高校 -鳩ヶ谷駅西口(西行)・鳩ヶ谷駅(JA)(東行)- 新井宿駅
  - 鳩ヶ谷高校停留所を利用

## 近隣
当校の近くには埼玉県立川口高等学校がある。鳩ヶ谷送信所の跡地の一部は、東京都の放射道路である尾久橋通りから接続されている埼玉県道58号台東川口線の用地となり、現在は埼玉県道5号さいたま菖蒲線と接続され、第二産業道路と呼ばれている。本校の西側を笹根川が暗渠にて流下し、その西方を芝川が流下している。また当校開設以前から、近隣の川口市安行領根岸地区のイオンモール川口、川口自動車学校などに株式会社埼玉紡績（後の株式会社サイボー）の跡地が活用された施設がある。

## NHK鳩ヶ谷放送所
NHK鳩ヶ谷放送所（エヌエイチケイはとがやほうそうじょ）は、かつて埼玉県鳩ヶ谷市大字里字曲田335に所在した日本放送協会（NHK）の送信所である。
鳩ヶ谷第二放送所（第一放送所は川口第一放送所であり、今日のSKIPシティである。）は1936年（昭和11年）4月に着工され、1937年（昭和12年）12月に放送出力150kWで試験放送が行われた。1939年（昭和14年）5月より本放送を開始した。放送所として鳩ヶ谷が選ばれた理由として、地価が安く、湿地帯のまとまった土地が確保でき、また湧水が豊富だったことが挙げられる。湧水は放送機器の冷却のため、湿地帯という地質は放送機のアースのためという条件に合っていた。施設としては敷地面積63,117㎡、局舎は鉄筋鉄骨コンクリート造り2階建て、付属舎、舎宅延べ3,303㎡であった。送信用鉄塔は206.54mで、日本無線電信株式会社原ノ町送信所で不要になったものが移転改装され利用された。鳩ヶ谷放送所では終戦まもなくの1945年（昭和20年）8月24日に川口放送所占拠事件が発生した。それから時代は下り、1983年（昭和58年）3月24日に鳩ヶ谷放送所の機能は菖蒲久喜ラジオ放送所へと引き継がれ、その役目を終えた。菖蒲久喜ラジオ放送所ではラジオ第2放送の設備が出力500kWで運用が開始された。その後、鳩ヶ谷放送所の跡地は埼玉県立鳩ヶ谷高等学校へと引き継がれ、今日に至っている。

## 著名な出身者
- 有永美奈子 - 劇団四季所属の女優、宝塚歌劇団卒業生 ※宝塚時代の芸名は「未宙星沙」
- ダイス - お笑い芸人
- 佐藤摩弥（中退） - 女子オートレース選手